# Pax Christi
Pax Christi International este o mișcare catolică pentru pace, neguvernamentală și fără scop lucrativ, care operează pe scară mondială pe problemele privitoare la drepturile omului, securitatea umană, dezarmarea și demilitarizarea, o ordine socială justă, religiile și conflictele armate.

## Organizația Pax Christi
Pax Christi International a fost creată în Franța, în anul 1945. Are reprezentanțe în peste 60 de țări ale lumii. Este o organizație neguvernamentală (ONG) pe lângă UNESCO, ONU, Comisia Drepturilor Omului de la Geneva și Consiliul Europei.
Această mișcare a fost inițiată la cererea episcopului Pierre-Marie Théas de la Montauban (Franța), în vederea reconcilierii franco-germane, cofondatori fiind câțiva laici strânși în jurul profesoarei Marthe-Marie Dortel-Claudot, catolică angajată din sudul Franței, și care a fost prima care a îndeplinit funcția de Secretar General al Mișcării, până în anul 1950.
Scopurile inițiale ale Mișcării erau rugăciunea și reconcilierea. Prima campanie organizată a fost Pax Christi in Regno Christi, cu scopul reconcilierii dintre francezi și germani, după cel de-al Doilea Război Mondial. 
În anii '50 ai secolului trecut, alte comunități au fost fondate în Anglia, Belgia, Olanda, Austria și în Elveția. Papa Pius al XII-lea a recunoscut în fapt Mișcarea în anul 1952 și i-a acordat binecuvântarea.
În anul 1983, Pax Christi International a primit premiul Educația pentru Pace, decernat de UNESCO.
Secretarul General al Pax Christi International este Claudette Werleigh, din noiembrie 2007.
Sediul Mișcării este la Bruxelles, Belgia, la adresa următoare: Pax Christi International — Rue du Vieux Marché aux Grains, 21 — B-1000 Bruxelles, Belgique (Belgia).

### Scopurile Mișcării Pax Christi
Pax Christi funcționează îndeosebi pe problemele următoare (direct implicată sau ca recomandare):
- Securitate și conflict armat
- Factorii economici ai conflictului armat
- Drepturile omului, regula drepturilor omului și conflictul armat
- Transformarea conflictului
- Construcția păcii
- Munca tineretului și educația pentru pace
- Spiritualitate și practica non-violenței

## Filiale naționale
- Pax Christi Aotearoa-Noua Zeelandă
- Pax Christi Australia
- Pax Christi Austria
- Pax Christi Cehia
- Pax Christi Danemarca
- Pax Christi Elveția
- Pax Christi Filipine
- Pax Christi Flandra (Belgia de limbă flamandă)
- Pax Christi Franța
- Pax Christi Germania
- Pax Christi Irlanda
- Pax Christi Italia
- Pax Christi Luxemburg
- Pax Christi Olanda
- Pax Christi Portugalia
- Pax Christi Puerto Rico
- Pax Christi Regatul Unit
- Pax Christi Slovacia
- Pax Christi Statele Unite ale Americii
- Pax Christi Valonia - Bruxelles (Belgia de limbă franceză)